# Carmen Rendiles Martínez
Carmen Elena Rendiles Martínez, née le 11 août 1903 à Caracas et morte le 9 mai 1977 dans cette même ville, est une religieuse catholique vénézuélienne, fondatrice des servantes de Jésus du Venezuela et vénérée comme bienheureuse par l'Église catholique. En mars 2025, le Vatican annonce sa prochaine canonisation.

## Biographie
Carmen Rendiles Martinez naît sans bras droit, et devra porter une prothèse tout au long de sa vie. Elle est issue d'une famille nombreuse où la pratique religieuse est centrale. A l'âge de 15 ans, elle désire devenir religieuse. En 1927, elle rejoint les servantes de l'Eucharistie, congrégation française qui vient de s'implanter au Venezuela. Elle mène pendant deux ans sa formation en France, avant de revenir dans son pays natal où elle deviendra maîtresse des novices. En 1944, Carmen Rendiles est chargée de la fondation d'une nouvelle maison à Caracas, qu'elle dirigera si bien qu'elle sera nommée pour remplacer la mère supérieure qui devait rentrer en France. Pendant son gouvernorat, la congrégation s'étend, et sous son impulsion, plusieurs collèges et couvents sont créés. 
En 1965, la branche vénézuélienne des Servantes de Jésus devient indépendante, devenant une congrégation religieuse à part entière. De 1969 à sa mort, Carmen Rendiles sera élue à chaque fois supérieure générale, charge qu'elle occupe avec soin, et s'efforçant d'être un exemple pour ses sœurs. Malgré la quantité de travail qu'elle s'impose, jamais son handicap ne fut une excuse pour ralentir ses nombreuses activités. Elle étendit la congrégation en Colombie, voyagea plusieurs fois par an à travers les différentes communautés pour encourager ses sœurs, elle collabora avec les prêtres dans leurs missions pastorales et occupa le peu de son temps libre à enseigner le catéchisme aux enfants du collège de Caracas. Elle mourut à l'âge de 73 ans, considérée comme une sainte par tous ceux qui l'avaient connu.

## Béatification et canonisation
Le 5 juillet 2013, le pape François reconnaît l'héroïcité de ses vertus, lui attribuant ainsi le titre de vénérable.
Le 18 décembre 2017, le pape reconnaît l'authenticité d'un miracle qui aurait été obtenu par l'intercession de Mère Carmen et signe le décret de béatification. Elle a été proclamée bienheureuse lors d'une cérémonie qui a été célébrée le 16 juin 2018 à Caracas par le cardinal Angelo Amato.
Le 31 mars 2025, le pape François reconnaît comme authentique un second miracle attribué à l'intercession de Carmen Rendiles, et signe le décret de sa canonisation. La date à laquelle elle sera solennellement proclamée sainte n'a pas encore été définie.